# Барташевич, Антон Игнатьевич
Антон Игнатьевич Барташевич (Бартошевич) (1793—1851) — офицер Российского императорского флота, участник русско-турецкой войны 1828—1829 годов, Третьей Архипелагских экспедиций. Георгиевский кавалер. За потерю корабля лишен орденов и званий, разжалован в «матросы до выслуги», после дослужился до полковника флота, командир 1-го ластового экипажа.

## Биография
Происходил из мелкопоместных дворян Копысского уезда Могилевской губернии. Родился 17 (28) января 1793 года в семье Игнатия Бартошевича, прапорщика в отставке Второго гренадерского полка.
С 25 февраля 1807 года, вместе с братом Петром, воспитывался в Морском корпусе; 12 июня 1810 года был произведён в гардемарины, 26 сентября 1812 года — в мичманы. В 1813 и 1814 годах на бриге «Меркурий» был в крейсерстве у Красной горки, и в плавании в Балтийском море. В 1815 году на транспорте «Каледония» плавал по портам Финского залива. В 1816 году на учебном бриге «Феникс» Морского корпуса находился в практическом плавании от Кронштадта до Стокгольма. 15 марта 1817 года произведён в лейтенанты. В 1818 году на брандвахтенном гемаме «Нева» был в кампании на ревельском рейде. В 1820 году на линейном корабле «Берлин» крейсировал в Балтийском море.
В 1822—1824 годах на шлюпе «Ладога», под командою капитан-лейтенанта А. П. Лазарева, совершил кругосветное плавание к северо-западным берегам Америки, с заходом на Камчатку и в Русскую Америку; 13 октября 1824 года «Ладога» вместе со шлюпом «Аполлон» возвратилась в Кронштадт. В том же году был награждён орденом Св. Владимира 4-й степени, и прошедшую морскую кампанию было положено считать вдвое.
В 1825 году на транспортном шлюпе «Мезень» совершил переход из Архангельска в Кронштадт. В 1826 и 1827 годах служил на фрегате «Константин», перешел из Кронштадта в Грейвзенд, после чего на линейном корабле «Царь Константин», в отряде контр-адмирала Ф. Ф. Беллинсгаузена, плавал от Кронштадта до Тулона и обратно. 6 декабря 1827 года произведён в капитан-лейтенанты и переведён в Гвардейский экипаж.
Участник Русско-турецкой войны 1828—1829 годов. В 1828 году на линейном корабле «Фершампенуаз», в составе эскадры контр-адмирала П. И. Рикорда, перешёл из Кронштадта к Мальте. С 5 ноября по 15 декабря участвовал в блокировании Дарданелл. В 1829 году на том же корабле с эскадрой крейсировал в Эгейском море и снова блокировал Дарданеллы. 19 декабря 1829 года был награждён орденом Святого Георгия 4 класса за 18 морских кампаний и медалью «За турецкую войну».
В 1831 году на том же корабле вернулся из Архипелага в Кронштадт. В октябре временно принял командование этим кораблем на Кронштадтском рейде вместо Г. И. фон Платера. 8 октября 1831 года, проверяя корабль к подготовке к входу в гавань, выявил недостатки в крюйт-камере и приказал их устранить. От неосторожного обращения с огнем при мытье крюйт-каморы произошел пожар и корабль сгорел до основания. При пожаре погибло 49 человек.
Дело рассматривал Кронштадтский портовый суд, который приговорил капитан-лейтенанта Барташевича, старшего артиллерийского офицера корабля поручика Тибардина и цейтвахтера Мякишева к смертной казни. Аудиторский департамент Морского министерства не утвердил приговор, произвёл новое расследование и на новом суде Барташевич был оправдан, а Тибардину и Мякишеву смертный приговор «за уважение неумышленности их вины и прежней хорошей службы» заменён разжалованием в матросы без зачета прежней выслуги. Адмиралтейств-совет при утверждении приговора не согласился с оправданием Барташевича, передав решение его судьбы на усмотрение императора. 3 февраля 1832 года император Николай I наложил на приговор следующую резолюцию: «Капитан-лейтенанта Барташевича, признавая виновным в пренебрежении своей обязательности первой очистки крюйт-камеры, оказавшейся неисправно исполненной, [который] не удостоверился сам, что она очищается с должной осмотрительностью, от чего и последовала при пожаре корабля гибельная смерть 48 человек вверенного ему экипажа, разжаловать в матросы до выслуги, а в прочем быть по сему».
22 апреля 1834 года произведён в мичманы, 6 декабря 1835 года — в лейтенанты, через год — в капитан-лейтенанты; 6 декабря 1838 года переведён в первый учебный морской экипаж, а 6 ноября 1846 года переименован в подполковники, с назначением командиром 4-го ластового экипажа; 7 апреля 1848 года назначен командиром 1-го ластового экипажа. Наконец, 6 декабря 1849 года он был произведён в полковники.
Умер 10 (22) февраля 1851 года. Похоронен на Смоленском евангелическом кладбище.

## Семья
Был женат, имел двух сыновей, которые стали морскими офицерами:
- Сын — Гавриил Антонович (15.11.1842 — ?) — преподаватель Морского училища и редактор «Морской газеты», генерал-майор (с 08.01.1907).
- Сын — Антон Антонович (1848 — не ранее 1911) — морской офицер, вице-адмирал (с 24.04.1906).